# Ејвон (Минесота)
Ејвон (енгл. Avon) град је у америчкој савезној држави Минесота.

## Демографија
По попису из 2010. године број становника је 1.396, што је 154 (12,4%) становника више него 2000. године.
| Група             | 2000.         | 2010.         |
| Белци             | 1.231 (99,1%) | 1.360 (97,4%) |
| Афроамериканци    | 0 (0,0%)      | 4 (0,3%)      |
| Азијати           | 1 (0,1%)      | 9 (0,6%)      |
| Хиспаноамериканци | 6 (0,5%)      | 13 (0,9%)     |
| Укупно            | 1.242         | 1.396         |